# St Decumans
St Decumans är en ort i civil parish Watchet, i enhetskommunen Somerset, i grevskapet Somerset, i England. St Decumans var en civil parish fram till 1902 när blev den en del av Watchet och Williton. Civil parish hade 3 251 invånare år 1901.